# Christiane Dunoyer
Pour les articles homonymes, voir Dunoyer.
Christiane Dunoyer (Aoste, 16 juillet 1972) est une anthropologue et une dialectologue valdôtaine.

## Biographie
Née à Aoste, sa langue maternelle est le valdôtain.
Elle est docteur en anthropologie de l’Université d'Aix-Marseille et titulaire d’une maîtrise en Lettres modernes avec un mémoire linguistique et ethnolinguistique sur le francoprovençal à l'Université Savoie-Mont-Blanc à Chambéry.
En 2010, elle prend le relai d'Alexis Bétemps en tant que directrice scientifique du Centre d'études francoprovençales. À ce titre, elle assure également la liaison avec l'Institut de la Langue Savoyarde, dont elle est également membre du comité scientifique.
En 2012, elle réalise le documentaire Harpitanya, la ferveur d'une idée, concernant le Mouvement Harpitanya fondée par Joseph Henriet dans les années 1970,.
Elle est membre du groupe de travail international pour la mise au point de la Graphie méthodique de l'arpitan (GIT).
En 2021, elle présente l'anthropologie des dialectes à la Médiathèque Valais à Martigny dans le cadre de l'exposition Patois-Land sur l'arpitan valaisan, ainsi qu'un travail de comparaison entre le français, le savoyard et le valdôtain,.

## Œuvres
- Analyse et interprétation de quelques gestes inhérents aux pratiques alimentaires dans l’aire alpine, dans : Alimentation traditionnelle en montagne, Actes du Colloque, Introd - Arvier - Saint-Nicolas, 17-18-19 décembre 2004, Aoste 2005, p. 147-153
- Les Reines en Vallée d’Aoste, 50 ans de batailles, Aoste 2007.
- Les batailles de reines, l’amour des vaches décliné dans les phases du jeu, dans : Le Flambeau, n° 203, 2007, p. 51-60.
- Les nouveaux patoisants en Vallée d’Aoste, Aoste 2010.
- L’identité valdôtaine : la cristallisation d’un mythe dans les textes littéraires en francoprovençal, dans : Savoie et Littérature. Actes du 44e Congrès des Sociétés Savantes de Savoie, Chambéry : Amis du Vieux Chambéry, p. 363-369.
- Film documentaire Harpitanya, la ferveur d'une idée. 2012
- Ugo Lini, Christiane Dunoyer, Alexis Bétemps (et.al.) : Piante officinali e rimedi tradizionali. Un sapere antico al servizio della mondernità, Turin 2013.
- Strategie di affermazione identitaria e rappresentazioni della lingua dei nuovi locutori francoprovenzali, dans : Federica Diémoz, Valentina Porcellana : Minoranze in mutamento. Etnicità, lingue e processi demografici nelle valli alpine italiane. Alessandria 2014, p. 93-104.
- Le francoprovençal : transmission, revitalisation et normalisation. Introduction aux travaux, dans : Actes de la conférence annuelle sur l’activité scientifique du Centre d’études francoprovençales René Willien de Saint-Nicolas. Saint-Nicolas, le 7 novembre 2015, Aoste 2016, p. 11-15.
- Pratiques linguistiques et représentations autour de l’intercompréhension, dans : Francoprovençal : documenting a contact variety in Europe and North America. International Journal of Sociology of Language, 2017.
- 50 ans du Centre d’Études Francoprovençales. Préface dans : Nouvelles du Centre d’Études Francoprovençales, 75, 2017, p. 7-9.
- De la magie des sons à la magie du monde, dans : Éducation et sociétés plurilingues, 43, 2017.
- Francoprovençal, patois, langue savoyarde, arpitan… Histoire et pratiques contemporaines de la langue francoprovençale en pays de Savoie, dans : Les Dossiers du Musée Savoisien, revue numérique, n° 2, 2017, Chambéry 2017.
- A propó de la revitalisachon du francoprovençal : mecanismos de comunicachon é transmichon de la lenga foura d’eun cadro formel, dans : Primer Congreso Internacional sobre revitalizacion de lenguas indigenas y minorizadas, Universitat de Barcelona, Universitat de Vic – Universitat Central de Catalunya, Indiana University – Bloomington, Barcelone, 19-20 avril 2017. Barcelone.
- avec Natalia Bichurina : Cours de formation linguistique et méthodologique pour l’intégration du francoprovençal dans le cadre d’activités de valorisation de la diversité linguistique et culturelle.